# Esteban Nicolás González
Esteban Nicolás González Rojas (* 16. September 1978 in Córdoba) ist ein ehemaliger argentinischer Fußballspieler und heutiger -trainer.

## Karriere

### Spieler
Esteban Nicolás González begann seine Karriere beim CA Belgrano. 2001 wechselte der Mittelfeldspieler zu Gimnasia y Esgrima La Plata. Mit dem Klub nahm er an der Copa Libertadores 2003 teil und schied in der Gruppenphase trotz nur eines verlorenen Spiels aus. Im Februar 2004 wurde er bei einer Dopingkontrolle positiv getestet und für drei Monate gesperrt. Im September 2004 ging er zu Lazio Rom in die italienische Serie A, wo er eine Saison unter Vertrag stand.
Danach spielte González wieder für Gimnasia y Esgrima La Plata, mit dem er bei der Copa Sudamericana 2006 das Viertelfinale erreichte. 2007 war González beim CA Colón aktiv, bevor er im ersten Halbjahr 2008 für den spanischen Zweitligisten UD Las Palmas spielte. Danach ging er erneut, zum dritten Mal, zu Gimnasia y Esgrima La Plata. 2010/11 stand er beim CA Tigre unter Vertrag und wechselte dann zu seinem alten Klub Belgrano. Mit Belgrano nahm er an der Copa Sudamericana 2013 teil, schied aber schon in der zweiten Runde aus. 2015 beendete er seine Laufbahn.

### Trainer
Im Juni 2016 wurde er erstmals Trainer von CA Belgrano. 2021 übernahm er das Amt bei Belgrano erneut.